# Blaž Jurišić
Blaž Jurišić (Vrgada,  15. siječnja 1891. – 10. veljače 1974.), bio je hrvatski jezikoslovac, dijalektolog, pisac prvog hrvatskog dijalektološkog rječnika.

## Životopis
Blaž Jurišić rođen je u Vrgadi 1891. godine. Klasičnu gimnaziju pohađao je u Zadru, a pravo i filozofiju studirao je u Zagrebu. Filozofiju je doktorirao 1916. godine, a pravo 1924. godine. Radio je kao srednjoškolski profesor, ali ga je režim Kraljevine Jugoslavije smatrao nepodobnim i uklonio ga iz škole. Od 1930. do 1941. godine uređivao je Hrvatsku reviju. 1941. postao je ravnatelj Hrvatskoga državnoga ureda za jezik. Od 1950. godine nadalje radi u Institutu za jezik JAZU (danas HAZU).

## Djela
- Izabrani spisi / Ante Starčević, HIBZ, Zagreb, 1943. (priredio)
- Nacrt hrvatske slovnice, Zagreb, 1944. (2. izd. 1992.)
- Starohrvatska imena dvaju naših otoka, Zagreb, 1953.
- Opažanja o govornim osobinama zapadne Istre s otocima, Zagreb, 1956.
- Pomorski izrazi u Vitezovićevom rječniku, Zagreb, 1956.
- Rječnik govora otoka Vrgade, Zagreb, 1966.
- Misli i pogledi: pojedinac - Hrvatska - svijet / Ante Starčević, Zagreb, 1971. (sastavio)
- Dnevnik Blaža Jurišića, Hrvatska sveučilišna naklada, Zagreb, 1994.
- Rasprave i članci, priredio Josip Lisac, Biblioteka Stoljeća hrvatske književnosti, knj. 107, Matica hrvatska, Zagreb, 2011. (suautor Mate Hraste)[2]